# GeGeGe no Kitarou
GeGeGe no Kitarou (яп. ゲゲゲの鬼太郎 ГэГэГэ но Китаро:), также известная как Hakaba Kitarou (яп. 墓場鬼太郎 Хакаба Китаро:, букв. «Китаро с кладбища») — манга, написанная и иллюстрированная Сигэру Мидзуки. Выходила в журнале Weekly Shonen Magazine с 1960 по 1969 год. В формате танкобонов издательством «Коданся» было выпущено 9 томов.

## История
Персонаж Китаро с кладбища появился в 1933 году в работах авторов камисибай сценариста Масами Ито (яп. 伊藤正美 Ито: Масами) и художника Кэйо Тацуми (яп. 辰巳恵洋 Тацуми Кэйо). Однако Мидзуки значительно развил как самого персонажа, так и мир историй о нём. Изначально истории о Китаро были мрачными, а мальчик выступал защитником людей от монстров. Мидзуки также создал несколько историй о Китаро для камисибай. В виде манги они появились в 1960 году, однако по разным причинам, в основном финансовым, они не превратились в сериал. В августе 1965 года в журнале Weekly Shonen Magazine началась ежемесячная публикация манги «Китаро с кладбища» (яп. 墓場鬼太郎 Хакаба Китаро:).

## Экранизации
По сюжету манги было снято 7 аниме-сериалов, несколько анимационных фильмов, два игровых, а также создано несколько игр. 
Примечательно, что все аниме-сериалы, вышедшие за сорок лет, сняты студией Toei Animation и транслировались по телевизионной сети Fuji Television. 
Один из сериалов транслировался в программном блоке noitaminA телекомпании Fuji TV в 2008 году. Открывающей музыкальной композицией данной адаптации стала песня «Mononoke Dance» (яп. モノノケダンス Мононокэ Дансу) (в исполнении группы Denki Groove), закрывающей — «Snow Tears» Сёко Накагавы.

## Персонажи
Китаро (яп. 鬼太郎 Китаро:) — ёкай, мальчик, родившийся на кладбище. Последний в своём роду. Одноглазый (чёлка закрывает пустую глазницу). Вся его одежда — могущественные магические артефакты. Сэйю: Масако Нодзава.
Мэдама-оядзи (яп. 目玉のおやじ Мэдама но оядзи) — отец Китаро. Воплотился в своём глазном яблоке и имеет вид глаза с руками и ногами. Сэйю: Исаму Танонака.
Нэдзуми Отоко / Крысюк (яп. ねずみ男) — друг Китаро, получеловек-полукрыса. Сэйю: Оцука Тикао.
Нэко Мусумэ / Мурлыка (яп. 猫娘 / ねこ娘) — девушка-кошка, превращающаяся в страшного монстра, когда сердится. Сэйю: Нана Ямагути.
Сунакакэ Баба (яп. 砂かけ婆) — старая женщина-ёкай, советчица Китаро и его друзей. 
Конаки-дзидзи (яп. 子泣き爺) — рассеянный старик-ёкай. Сэйю: Итиро Нагаи.
Иттан-момэн (яп. 一反木綿) — летающий ёкай, средство передвижения для Китаро и друзей. Сэйю: Косэй Томита.
Нурикабэ (яп. ぬりかべ) — «стеноподобный» большой ёкай, постоянно выглядящий заспанным. Сэйю: Ёнэхико Китагава.